# 花手箱

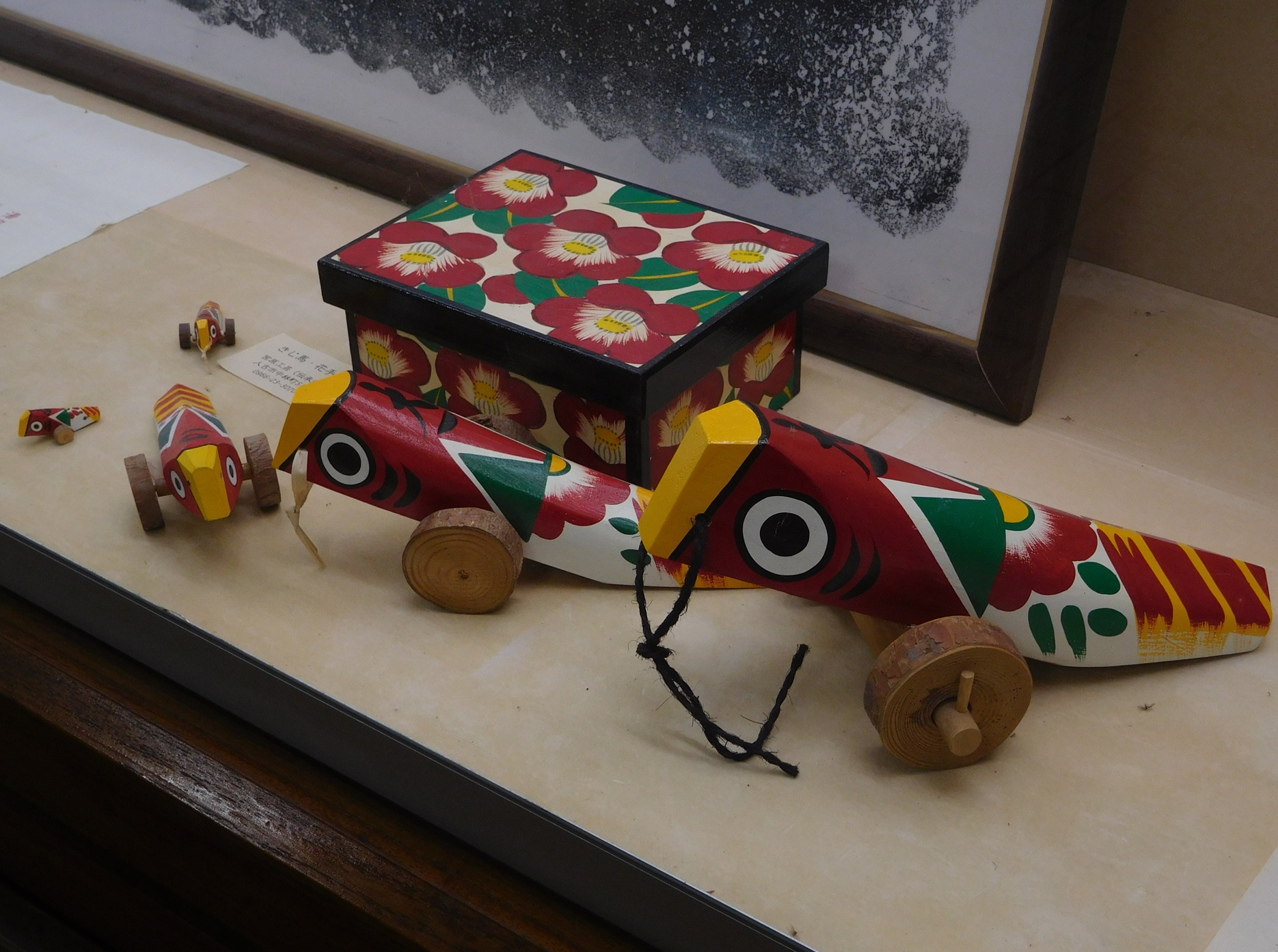
花手箱（写真左奥）ときじ馬

花手箱（はなてばこ）とは、熊本県人吉市で生産される木製の化粧箱。「市箱」とも呼ばれ、羽子板と共に土産物として流通する。

## 歴史
人吉に落ち延びた平家の落ち武者達が、潜伏しながら生活を維持する為に作ったのが始まりと言われる。最初は里の人々と物々交換をしていたが、その後えびす市で商品として売りに出されるようになる。同じく、人吉の郷土玩具とされるきじ車は男子を対象とした玩具として売られ、花手箱は羽子板と共に女子を対象に売られた。黒い縁取りに、椿や菊の花の模様が描かれているのが特徴である。